# Stefka Madina
Stefka Madina, née le 23 janvier 1963 à Plovdiv (Bulgarie), est une rameuse d'aviron bulgare.

## Carrière
Stefka Madina participe aux Jeux olympiques de 1988 à Séoul et est médaillée de bronze en deux de couple avec sa partenaire Violeta Ninova. 